# 南科寧 (紐約州)
南科寧（英語：South Corning）是位於美國紐約州斯托本縣的村。

## 人口
根據2020年美國人口普查的數據，南科寧的面積為1.60平方千米，皆為陸地。當地共有人口1108人，而人口密度為每平方千米693人。